# Tokio-Marathon 2016
| 10. Tokio-Marathon    | 10. Tokio-Marathon        |
| --------------------- | ------------------------- |
| Stadt                 | Tokio, Japan              |
| Datum                 | 28. Februar 2016          |
| Distanz               | 42,195 Kilometer          |
| Sieger                |                           |
| Männer                | Feyisa Lilesa (2:06:56 h) |
| Frauen                | Helah Kiprop (2:21:27 h)  |
| ← Tokio-Marathon 2015 | Tokio-Marathon 2017 →     |
| Website               | Offizielle Website        |

Der Tokio-Marathon 2016 (jap. 東京マラソン2016, Tōkyō Marason 2016) war die zehnte Ausgabe der jährlich in Tokio, Japan stattfindenden Laufveranstaltung. Der Marathon fand am 28. Februar 2016 um 9:10 Uhr Ortszeit (0:10 Uhr MEZ) statt. Er war der achte und letzte Lauf des World Marathon Majors 2015/16 und hatte das Etikett Gold der IAAF Road Race Label Events 2016.

## Rekorde
Vor dem Lauf galten folgende Rekorde:
| Männer         |                        |           |                                     |
| Weltrekord     | Dennis Kipruto Kimetto | 2:02:57 h | 28. September 2014, Berlin-Marathon |
| Streckenrekord | Dickson Kiptolo Chumba | 2:05:42 h | 23. Februar 2014, Tokio-Marathon    |
| Frauen         |                        |           |                                     |
| Weltrekord     | Paula Radcliffe        | 2:15:25 h | 13. April 2003, London-Marathon     |
| Streckenrekord | Tirfi Tsegaye          | 2:22:23 h | 23. Februar 2014, Tokio-Marathon    |

## Ergebnisse

### Männer
| Platz | Athlet                     | Land      | Zeit (h) |
| ----- | -------------------------- | --------- | -------- |
| 01    | Feyisa Lilesa              | Äthiopien | 2:06:56  |
| 02    | Bernard Kiprop Kipyego     | Kenia     | 2:07:33  |
| 03    | Dickson Kiptolo Chumba     | Kenia     | 2:07:34  |
| 04    | Stephen Kiprotich          | Uganda    | 2:07:46  |
| 05    | Abel Kirui                 | Kenia     | 2:08:06  |
| 06    | Eliud Kiptanui             | Kenia     | 2:08:55  |
| 07    | Emmanuel Kipchirchir Mutai | Kenia     | 2:10:23  |
| 08    | Yuki Takamiya              | Japan     | 2:10:57  |
| 09    | Javier Guerra              | Spanien   | 2:11:01  |
| 10    | Yuta Shimoda               | Japan     | 2:11:34  |

### Frauen
| Platz | Athletin                  | Land      | Zeit (h) |
| ----- | ------------------------- | --------- | -------- |
| 01    | Helah Kiprop              | Kenia     | 2:21:27  |
| 02    | Amane Gobena              | Äthiopien | 2:21:51  |
| 03    | Edna Ngeringwony Kiplagat | Kenia     | 2:22:36  |
| 04    | Aberu Kebede              | Äthiopien | 2:23:01  |
| 05    | Berhane Dibaba            | Äthiopien | 2:23:16  |
| 06    | Shure Demise              | Äthiopien | 2:25:04  |
| 07    | Ashete Bekere Dido        | Äthiopien | 2:25:50  |
| 08    | Maja Neuenschwander       | Schweiz   | 2:27:36  |
| 09    | Isabellah Andersson       | Schweden  | 2:30:02  |
| 10    | Yukiko Okuno              | Japan     | 2:31:17  |